# Leichtathletik-Länderkampf der Frauen 1980 BR Deutschland – Großbritannien / BR Deutschland – Rumänien
| 5./6. Leichtathletik-Länderkampf mit bundesdeutscher Beteiligung 1980                    | 5./6. Leichtathletik-Länderkampf mit bundesdeutscher Beteiligung 1980 |
| ---------------------------------------------------------------------------------------- | --------------------------------------------------------------------- |
|                                                                                          |                                                                       |
| Ländervergleich der Frauen: BR Deutschland – Großbritannien BR Deutschland – Rumänien000 |                                                                       |
| Austragungsort                                                                           | Stuttgart                                                             |
| Wettbewerbe                                                                              | FRG – GBR: 14 FRG – ROU: 13                                           |
| Datum                                                                                    | 5. Juni                                                               |
| 1. GBR 2. FRG                                                                            | 78 Punkte 67 Punkte                                                   |
| 1. FRG 2. ROU                                                                            | 79 Punkte 50 Punkte                                                   |
| Chronik                                                                                  |                                                                       |
| ← FRG-FRA Geher (F)                                                                      | SWE-FRG-FRA-DNK-SUI00 Geher (F) →                                     |

Der fünfte und der sechste Vergleich des Länderkampfjahres 1980 waren die ersten Länderkämpfe des Jahres mit dem allgemeinen leichtathletischen Programm. Sie wurden gleichzeitig auch als erste Veranstaltung seit 1976 ausgetragen, in denen drei Nationen antraten, die nicht gemeinsam wie in einem Dreiländerkampf, sondern getrennt in Länderkämpfen mit je zwei Nationen gewertet wurden. Die Frauen trafen dabei am 5. Juni in Stuttgart auf Großbritannien und Rumänien.
Mit Großbritannien hatten die bundesdeutschen Frauen zuvor dreizehn Vergleiche in Zweiländerkämpfen ausgetragen, die Bilanz lautete sieben zu sechs für die Bundesrepublik. Die letzte Begegnung war 1977 an Großbritannien gegangen. Außerdem hatte es im Vorjahr einen Dreiländervergleich gegeben, an dem zusätzlich die Schweiz beteiligt war und den die Bundesrepublik Deutschland für sich entschieden hatte.
Zum achten Mal bestritten die bundesdeutschen Leichtathletinnen einen Länderkampf mit Rumänien. Die Bilanz lautete sechs zu eins für Deutschland. Die einzige Niederlage hatte es 1974 gegeben, als Rumänien das Aufeinandertreffen in einer Veranstaltung mit vier Ländern, die getrennt als drei Zweiervergleiche gewertet worden waren, für sich entschieden hatte. Vor zwei Jahren waren dann die bundesdeutschen Vertreterinnen wieder siegreich gewesen.

## Modus
Auf dem Programm standen die bei Frauenländerkämpfen üblichen dreizehn Disziplinen, die den olympischen Wettbewerbskatalog komplett abdeckten. Im Vergleich mit Großbritannien wurde zusätzlich noch ein Rennen über 400 Meter Hürden ausgetragen, sodass in dieser Begegnung vierzehn Wettbewerbe stattfanden. Diese Disziplin wurde 1984 in den olympischen Katalog für Frauen aufgenommen. Am Start waren in beiden Länderkämpfen zwei Teilnehmerinnen je Land und Wettbewerb. Gewertet wurde nach dem Standardsystem.

## Ergebnis
In beiden Länderkämpfen ergaben sich eindeutige Resultate. Gegen Rumänien lag das bundesdeutsche Team am Ende vorn. im anderen Vergleich siegten die britischen Leichtathletinnen. In den Einzelläufen erzielte Großbritannien fünf Einzelsiege, die Bundesrepublik zwei. Gegen Rumänien lagen die bundesdeutschen Vertreterinnen hier in allen sieben Disziplinen vorn. Die Britinnen entschieden beide Staffeln für sich. Im Aufeinandertreffen mit Rumänien kam jedes der beiden Teams auf einen Sieg. Im Bereich Sprung dominierte die Bundesrepublik in beiden Begegnungen, indem die Mannschaft jeweils beide Wettbewerbe für sich verbuchte. In der Kategorie Wurf/Stoß kamen die bundesdeutschen Sportlerinnen jeweils zu einem Disziplinerfolg, während ihre Gegnerinnen jeweils zwei Wettbewerbe gewannen.
Der Vergleich mit Großbritannien endete 78 zu 67 für die Britinnen, die ihre Bilanz somit ausgleichen konnten.
 Gegen Rumänien setzten sich die bundesdeutschen Vertreterinnen mit 79 zu fünfzig Punkten durch.

## Einzelresultate

### 100 m
| Platz | Athletin         | Land | Zeit (s) | Länderkampfwertung | Länderkampfwertung |
| ----- | ---------------- | ---- | -------- | ------------------ | ------------------ |
| 1     | Sonia Lannaman   | GBR  | 11,11    | 1. GBR 2. FRG      | 8 P 3 P            |
| 2     | Heather Hunt     | GBR  | 11,25    | 1. GBR 2. FRG      | 8 P 3 P            |
| 3     | Annegret Richter | FRG  | 11,50    | 1. GBR 2. FRG      | 8 P 3 P            |
| 4     | Monika Hirsch    | FRG  | 11,62    | 1. FRG 2. ROU      | 8 P 3 P            |
| 5     | Otilia Somanescu | ROU  | 11,74    | 1. FRG 2. ROU      | 8 P 3 P            |
| 6     | Lucia Negova     | ROU  | 11,88    | 1. FRG 2. ROU      | 8 P 3 P            |

Wind: +2,3 m/s

### 200 m
| Platz | Athletin          | Land | Zeit (s) | Länderkampfwertung | Länderkampfwertung |
| ----- | ----------------- | ---- | -------- | ------------------ | ------------------ |
| 1     | Sonia Lannaman    | GBR  | 22,60    | 1. GBR 2. FRG      | 8 P 3 P            |
| 2     | Kathy Smallwood   | GBR  | 22,66    | 1. GBR 2. FRG      | 8 P 3 P            |
| 3     | Ulrike Sommer     | FRG  | 23,37    | 1. GBR 2. FRG      | 8 P 3 P            |
| 4     | Heidi-Elke Gaugel | FRG  | 23,65    | 1. FRG 2. ROU      | 8 P 3 P            |
| 5     | Nicoleta Lia      | ROU  | 23,84    | 1. FRG 2. ROU      | 8 P 3 P            |
| 6     | Otilia Somanescu  | ROU  | 24,97    | 1. FRG 2. ROU      | 8 P 3 P            |

### 400 m
| Platz | Athletin        | Land | Zeit (s) | Länderkampfwertung | Länderkampfwertung |
| ----- | --------------- | ---- | -------- | ------------------ | ------------------ |
| 1     | Linsey McDonald | GBR  | 51,94    | 1. GBR 2. FRG      | 7 P 4 P            |
| 2     | Gaby Bußmann    | FRG  | 52,17    | 1. GBR 2. FRG      | 7 P 4 P            |
| 3     | Joslyn Smith    | GBR  | 52,87    | 1. GBR 2. FRG      | 7 P 4 P            |
| 4     | Elena Tărîță    | ROU  | 52,97    | 1. FRG 2. ROU      | 6 P 5 P            |
| 5     | Maria Samungi   | ROU  | 53,56    | 1. FRG 2. ROU      | 6 P 5 P            |
| 6     | Elke Decker     | FRG  | 53,72    | 1. FRG 2. ROU      | 6 P 5 P            |

### 800 m
| Platz | Athletin           | Land | Zeit (min) | Länderkampfwertung | Länderkampfwertung |
| ----- | ------------------ | ---- | ---------- | ------------------ | ------------------ |
| 1     | Margrit Klinger    | FRG  | 2:03,88    | 1. FRG 2. GBR      | 8 P 3 P            |
| 2     | Petra Kleinbrahm   | FRG  | 2:04,44    | 1. FRG 2. GBR      | 8 P 3 P            |
| 3     | Maria Radu         | ROU  | 2:04,44    | 1. FRG 2. GBR      | 8 P 3 P            |
| 4     | Liz Barnes         | GBR  | 2:04,68    | 1. FRG 2. ROU      | 8 P 2 P            |
| 5     | Christine McMeeken | GBR  | 2:06,28    | 1. FRG 2. ROU      | 8 P 2 P            |

Rumänien stellte nur eine Läuferin.

### 1500 m
| Platz | Athletin         | Land | Zeit (min) | Länderkampfwertung | Länderkampfwertung |
| ----- | ---------------- | ---- | ---------- | ------------------ | ------------------ |
| 1     | Birgit Friedmann | FRG  | 4:06,64    | 1. FRG 2. GBR      | 6 P 5 P            |
| 2     | Maricica Puică   | ROU  | 4:08,01    | 1. FRG 2. GBR      | 6 P 5 P            |
| 3     | Janet Marlow     | GBR  | 4:09,00    | 1. FRG 2. GBR      | 6 P 5 P            |
| 4     | Cherry Hanson    | GBR  | 4:12,62    | 1. FRG 2. ROU      | 7 P 3 P            |
| 5     | Brigitte Kraus   | FRG  | 4:17,76    | 1. FRG 2. ROU      | 7 P 3 P            |

Rumänien stellte nur eine Läuferin.

### 100 m Hürden
| Platz | Athletin           | Land | Zeit (s) | Länderkampfwertung | Länderkampfwertung |
| ----- | ------------------ | ---- | -------- | ------------------ | ------------------ |
| 1     | Shirley Strong     | GBR  | 13,27    | 1. GBR 2. FRG      | 8 P 2 P            |
| 2     | Lorna Boothe       | GBR  | 13,30    | 1. GBR 2. FRG      | 8 P 2 P            |
| 3     | Doris Baum         | FRG  | 13,39    | 1. FRG 2. ROU      | 5 P 4 P            |
| 4     | Mihaela Dumitrescu | ROU  | 13,49    | 1. FRG 2. ROU      | 5 P 4 P            |

Zur hier aufgelisteten gewerteten Laufwiederholung wegen falscher Hürdenaufstellung:
Im Wiederholungsrennen traten die bundesdeutsche Vertreterin Silvia Kempin sowie die zweite rumänische Teilnehmerin nicht an.

### 400 m Hürden
| Platz | Athletin         | Land | Zeit (s) | Länderkampfwertung                                                    | Länderkampfwertung                                                    |
| ----- | ---------------- | ---- | -------- | --------------------------------------------------------------------- | --------------------------------------------------------------------- |
| 1     | Christine Warden | GBR  | 56,76    | 1. GBR 2. FRG                                                         | 7 P 4 P                                                               |
| 2     | Simone Büngener  | FRG  | 57,97    | 1. GBR 2. FRG                                                         | 7 P 4 P                                                               |
| 3     | Susan Dalgoutté  | GBR  | 58,29    | Die Disziplin war nicht Teil des Länderkampfs Deutschland – Rumänien. | Die Disziplin war nicht Teil des Länderkampfs Deutschland – Rumänien. |
| 4     | Silvia Hollmann  | FRG  | 58,65    | Die Disziplin war nicht Teil des Länderkampfs Deutschland – Rumänien. | Die Disziplin war nicht Teil des Länderkampfs Deutschland – Rumänien. |

### 4 × 100 m Staffel
| Platz | Besetzung      | Land                                                           | Zeit (s) | Länderkampfwertung | Länderkampfwertung |
| ----- | -------------- | -------------------------------------------------------------- | -------- | ------------------ | ------------------ |
| 1     | Großbritannien | Heather Hunt Kathy Smallwood Beverley Goddard Sonia Lannaman   | 43,32    | 1. GBR 2. FRG      | 5 P 2 P            |
| 2     | BR Deutschland | Monika Hirsch Ulrike Sommer Annegret Richter Heidi-Elke Gaugel | 43,83    | 1. FRG 2. ROU      | 5 P 2 P            |
| 3     | Rumänien       | Mihaela Dumitrescu Lucia Negova Otilia Somanescu Nicoleta Lia  | 51,43    | 1. FRG 2. ROU      | 5 P 2 P            |

### 4 × 400 m Staffel
| Platz | Besetzung      | Land                                                        | Zeit (min) | Länderkampfwertung | Länderkampfwertung |
| ----- | -------------- | ----------------------------------------------------------- | ---------- | ------------------ | ------------------ |
| 1     | Großbritannien | Linsey McDonald Michelle Probert Wendy Hoyte Joslyn Smith   | 3:28,57    | 1. GBR 2. FRG      | 5 P 2 P            |
| 2     | Rumänien       | Niculina Lazarciuc Elena Tărîță Ibolya Korodi Maria Samungi | 3:29,62    | 1. ROU 2. FRG      | 5 P 2 P            |
| 3     | BR Deutschland | Claudia Steger Petra Kleinbrahm Margrit Klinger Elke Decker | 3:39,86    | 1. ROU 2. FRG      | 5 P 2 P            |

### Hochsprung
| Platz | Athletin           | Land | Höhe (m) | Länderkampfwertung | Länderkampfwertung |
| ----- | ------------------ | ---- | -------- | ------------------ | ------------------ |
| 1     | Brigitte Holzapfel | FRG  | 1,92     | 1. FRG 2. GBR      | 8 P 3 P            |
| 2     | Cornelia Popa      | ROU  | 1,89     | 1. FRG 2. GBR      | 8 P 3 P            |
| 3     | Ulrike Meyfarth    | FRG  | 1,89     | 1. FRG 2. GBR      | 8 P 3 P            |
| 4     | Louise Miller      | GBR  | 1,86     | 1. FRG 2. ROU      | 7 P 4 P            |
| 5     | Niculina Vasile    | ROU  | 1,80     | 1. FRG 2. ROU      | 7 P 4 P            |
| 6     | Gillian Hitchen    | GBR  | 1,75     | 1. FRG 2. ROU      | 7 P 4 P            |

### Weitsprung
| Platz | Athletin       | Land | Weite (m) | Länderkampfwertung | Länderkampfwertung |
| ----- | -------------- | ---- | --------- | ------------------ | ------------------ |
| 1     | Anke Weigt     | FRG  | 6,80      | 1. FRG 2. GBR      | 7 P 4 P            |
| 2     | Sue Reeve      | GBR  | 6,68      | 1. FRG 2. GBR      | 7 P 4 P            |
| 3     | Heike Schmidt  | FRG  | 6,53      | 1. FRG 2. GBR      | 7 P 4 P            |
| 4     | Vali Ionescu   | ROU  | 6,24      | 1. FRG 2. ROU      | 8 P 2 P            |
| 5     | Allison Manley | GBR  | 6,14      | 1. FRG 2. ROU      | 8 P 2 P            |

Rumänien stellte nur eine Weitspringerin.

### Kugelstoßen
| Platz | Athletin          | Land | Weite (m) | Länderkampfwertung | Länderkampfwertung |
| ----- | ----------------- | ---- | --------- | ------------------ | ------------------ |
| 1     | Eva Wilms         | FRG  | 19,64     | 1. FRG 2. GBR      | 8 P 3 P            |
| 2     | Mihaela Loghin    | ROU  | 19,33     | 1. FRG 2. GBR      | 8 P 3 P            |
| 3     | Beatrix Philipp   | FRG  | 17,53     | 1. FRG 2. GBR      | 8 P 3 P            |
| 4     | Meg Ritchie       | GBR  | 16,25     | 1. FRG 2. ROU      | 7 P 4 P            |
| 5     | Angela Littlewood | GBR  | 16,06     | 1. FRG 2. ROU      | 7 P 4 P            |
| 6     | Florența Tacu     | ROU  | 15,50     | 1. FRG 2. ROU      | 7 P 4 P            |

### Diskuswurf
| Platz | Athletin        | Land | Weite (m) | Länderkampfwertung | Länderkampfwertung |
| ----- | --------------- | ---- | --------- | ------------------ | ------------------ |
| 1     | Florența Tacu   | ROU  | 65,74     | 1. GBR 2. FRG      | 6 P 5 P            |
| 2     | Argentina Menis | ROU  | 60,82     | 1. GBR 2. FRG      | 6 P 5 P            |
| 3     | Meg Ritchie     | GBR  | 60,78     | 1. GBR 2. FRG      | 6 P 5 P            |
| 4     | Ingra Manecke   | FRG  | 60,12     | 1. ROU 2. FRG      | 8 P 3 P            |
| 5     | Eva Wilms       | FRG  | 57,56     | 1. ROU 2. FRG      | 8 P 3 P            |
| 6     | Lesley Mailin   | GBR  | 52,32     | 1. ROU 2. FRG      | 8 P 3 P            |

### Speerwurf
| Platz | Athletin           | Land | Weite (m) | Länderkampfwertung | Länderkampfwertung |
| ----- | ------------------ | ---- | --------- | ------------------ | ------------------ |
| 1     | Tessa Sanderson    | GBR  | 69,70     | 1. GBR 2. FRG      | 6 P 5 P            |
| 2     | Éva Ráduly-Zörgő   | ROU  | 67,22     | 1. GBR 2. FRG      | 6 P 5 P            |
| 3     | Ingrid Thyssen     | FRG  | 61,30     | 1. GBR 2. FRG      | 6 P 5 P            |
| 4     | Eva Helmschmidt    | FRG  | 53,84     | 1. ROU 2. FRG      | 6 P 4 P            |
| 5     | Jackie Zaslona     | GBR  | 53,04     | 1. ROU 2. FRG      | 6 P 4 P            |
| 6     | Christina Dobrionu | ROU  | 52,50     | 1. ROU 2. FRG      | 6 P 4 P            |